# Storvindeln
Storvindeln est un lac situé dans la commune de Sorsele, en Laponie suédoise. Il s'agit du plus grand lac sur le cours de la rivière Vindelälven. Il est tout en longueur (environ 50 km), ayant pour origine un surcreusement glaciaire. Le lac est situé à l'est des Alpes scandinaves, dans un paysage vallonné, avec en particulier une falaise de plus de 100 m de haut et 7 km de long dominant sa rive sud-ouest. La Laisälven, principal affluent de la Vindelälven se jette dans le lac près de son extrémité est.
Étant sur l'une des quatre rivières nationales suédoises, le lac, ainsi que la rivière et tous ses affluents, est entièrement protégée contre l'exploitation hydroélectrique et est donc non régulé. Ce lac est, de fait, le dernier grand lac suédois dont le niveau fluctue naturellement. La seule modification du lac eut lieu au début du XXe siècle, lorsqu'un canal fut creusé pour faciliter la circulation des bateaux sur le lac, entraînant une baisse de niveau d'environ 50 cm. Mais la végétation des rives du lac s'est maintenant adapté à ce nouveau niveau.